# Vice lantråd
Vice lantråd är titeln på regeringschefens ställföreträdare i Ålands regering, Ålands landskapsregering. Åland är ett finländskt landskap med en långtgående självstyrelse. Den lagstiftande makten innehas av det åländska parlamentet, Ålands lagting. Lagtinget utser en regering, landskapsregeringen, där lantrådet är ordförande (regeringschef). Om lantrådet är förhindrat att utföra sina förpliktelser träder vice lantrådet in. Därför anses den posten vara regeringens "näst tyngsta".
Titeln är formellt vicelantråd (i ett ord) enligt landskapslagstiftningen och praxis inom landskapsförvaltningen (formen "vice lantråd" förekommer dock i två av paragraferna i landskapslagen om Ålands landskapsregering). 
Nuvarande vice lantråd är sedan den 10 december 2019 Harry Jansson (C). 

## Lista över Ålands vice lantråd
Ålands vice lantråd med ämbetsperioden inom parentes:
- Harry Jansson (2019-)
- Camilla Gunell (2015-2019)
- Roger Nordlund (2011-2015)
- Britt Lundberg (2007-2011)
- Jörgen Strand (2003-2007)
- Olof Erland (2001-2003)
- Olof Salmén (1999-2001)
- Roger Nordlund (1995-1999)
- Harriet Lindeman (1991-1995)
- May Flodin (1988-1991)
- Gunnevi Nordman (1984-1988)
- Ragnar Erlandsson (1980-1983)
- Karl Sundblom (1975-1979)
- Sven Karlsson (1974-1975)
- Fjalar Grönberg (1970-1973)
- August Johansson (1967-1970)
- Alarik Häggblom (1965-1967)
- Verner Jansson (1948-1964
- Walfrid Eriksson (1938-1948))
- Oscar Bomanson (1935-1938)
- Hugo Törnqvist (1932-1934)
- Arthur Gylling (1922-1931)